# Maisons-Alfort – Les Juilliottes (Métro Paris)
Maisons-Alfort – Les Juilliottes ist eine unterirdische Station der Pariser Métro. Sie befindet sich unterhalb der Avenue du Maréchal de Lattre de Tassigny und der Autoroute A86 im Pariser Vorort Maisons-Alfort und wird von der Métrolinie 8 bedient.
Die Station wurde am 27. April 1972 in Betrieb genommen, als der Abschnitt der Linie 8 von der Station Maisons-Alfort – Stade bis zur Station Maisons-Alfort – Les Juilliottes eröffnet wurde. Bis zum 24. September 1973 war sie südöstlicher Endpunkt der Linie 8.